# Piaski Brzóstowskie
Piaski Brzóstowskie – wieś w Polsce położona w województwie świętokrzyskim, w powiecie ostrowieckim, w gminie Ćmielów.
W latach 1975–1998 miejscowość administracyjnie należała do województwa tarnobrzeskiego.
Wierni kościoła rzymskokatolickiego należą do parafii Wniebowzięcia Najświętszej Maryi Panny w Ćmielowie.

## Części wsi
| SIMC    | Nazwa    | Rodzaj    |
| ------- | -------- | --------- |
| 0789677 | Kamienna | część wsi |

## Położenie
Wieś położona jest w dolinie rzeki Kamiennej. Od strony północnej i zachodniej otoczona jest lasami, a od południa i wschodu łąkami. Najbliższe miasto Ćmielów znajduje się 3 km w kierunku południowo-wschodnim. W odległości 10 km, w kierunku zachodnim położone jest miasto powiatowe Ostrowiec Świętokrzyski. Na północ od wsi zaczyna się Przedgórze Iłżeckie.
Na skraju wsi od strony wschodniej znajduje się zalew retencyjny zwany Topiołkami. Nad zalewem ulokowane są obiekty gastronomiczne i rekreacyjne. Często organizowane są tam festyny i imprezy lokalne. W okolicznych lasach można zobaczyć kopalnie piaskowca i pozostałości po kopalniach rudy żelaza.
Na Piaskach znajduje się też plac zabaw ukończony w roku 2007 w przeddzień szkoły.